# فوکر اف.۱۱
فوکر اف.۱۱ (انگلیسی: Fokker F.۱۱) (در کمپانی مادر در هلند شناخته شده با نام بی.۴ (به انگلیسی: B.IV)) یک هواپیمای ساخت فوکر است .